# 아들 딸 찾아 천리길
《아들 딸 찾아 천리길》은 대한민국에서 제작된 고영남 감독의 1972년 영화이다. 김희갑 등이 주연으로 출연하였고 강대진 등이 제작에 참여하였다.

## 출연

### 주연
- 김희갑
- 한은진
- 박노식